# Сёренсен, Йетте
Йетте Хейли Сёренсен (дат. Jette Hejli Sørensen; род. 25 марта 1961, Оденсе), в замужестве Ларссен (дат. Larssen) — датская гребная рулевая, выступавшая за сборную Дании по академической гребле в конце 1970-х — первой половине 1980-х годов. Бронзовая призёрка летних Олимпийских игр в Лос-Анджелесе, участница многих регат национального и международного значения.

## Биография
Йетте Сёренсен родилась 25 марта 1961 года в городе Оденсе, Дания. Занималась академической греблей в Копенгагене в столичном гребном клубе DSR.
Дебютировала на взрослом международном уровне в сезоне 1979 года, когда вошла в основной состав датской национальной сборной и выступила на чемпионате мира в Бледе — в зачёте парных рулевых четвёрок сумела квалифицироваться лишь в утешительный финал B и расположилась в итоговом протоколе соревнований на десятой строке.
В 1981 году на мировом первенстве в Мюнхене заняла в парных рулевых четвёрках шестое место.
На чемпионате мира 1983 года в Дуйсбурге была в той же дисциплине седьмой.
Благодаря череде удачных выступлений удостоилась права защищать честь страны на летних Олимпийских играх 1984 года в Лос-Анджелесе. В составе четырёхместного парного экипажа, куда также вошли гребчихи Ханне Эриксен, Биргитте Ханель, Лотте Коэфоэд и Бодиль Расмуссен, в решающем финальном заезде пришла к финишу третьей позади команд из Румынии и Соединённых Штатов — тем самым завоевала бронзовую олимпийскую медаль.
После лос-анджелесской Олимпиады Сёренсен больше не показывала сколько-нибудь значимых результатов в академической гребле на международной арене.